# Universidad de las Fuerzas Armadas de Ecuador
La Universidad de las Fuerzas Armadas - ESPE (antes llamada Escuela Politécnica del Ejército) es un centro de educación superior pública, ubicado en Sangolquí (Pichincha - Ecuador). Tiene su origen en la Escuela de Oficiales Ingenieros, creada el 16 de junio de 1922 por el entonces Presidente José Luis Tamayo.
Actualmente, cuenta con las siguientes sedes: ESPE Sangolquí (Campus Matriz),  IASA (Hacienda el Prado), ESPE sede en Latacunga y ESPE Santo Domingo Hda. Zoila Luz, Vía Santo Domingo – Quevedo km 24(Hacienda Zoila Luz) en Santo Domingo.
Constituye uno de los Centros de Educación Superior más importantes del Ecuador, el Consejo de Evaluación, Acreditación y Aseguramiento de la Calidad de la Educación Superior del Ecuador (CONEA), en el 2009 la ubicó en la categoría "A". Adicionalmente, el CONEA extendió la carta de Acreditación a la Escuela Politécnica del Ejército el 7 de enero de 2010. Desde 2012 pertenece a la Red Ecuatoriana de Universidades para Investigación y Postgrados.
La Universidad de las Fuerzas Armadas alberga la Biblioteca Alejandro Segovia y el Coliseo Grad. Miguel Iturralde Jaramillo.

## Historia

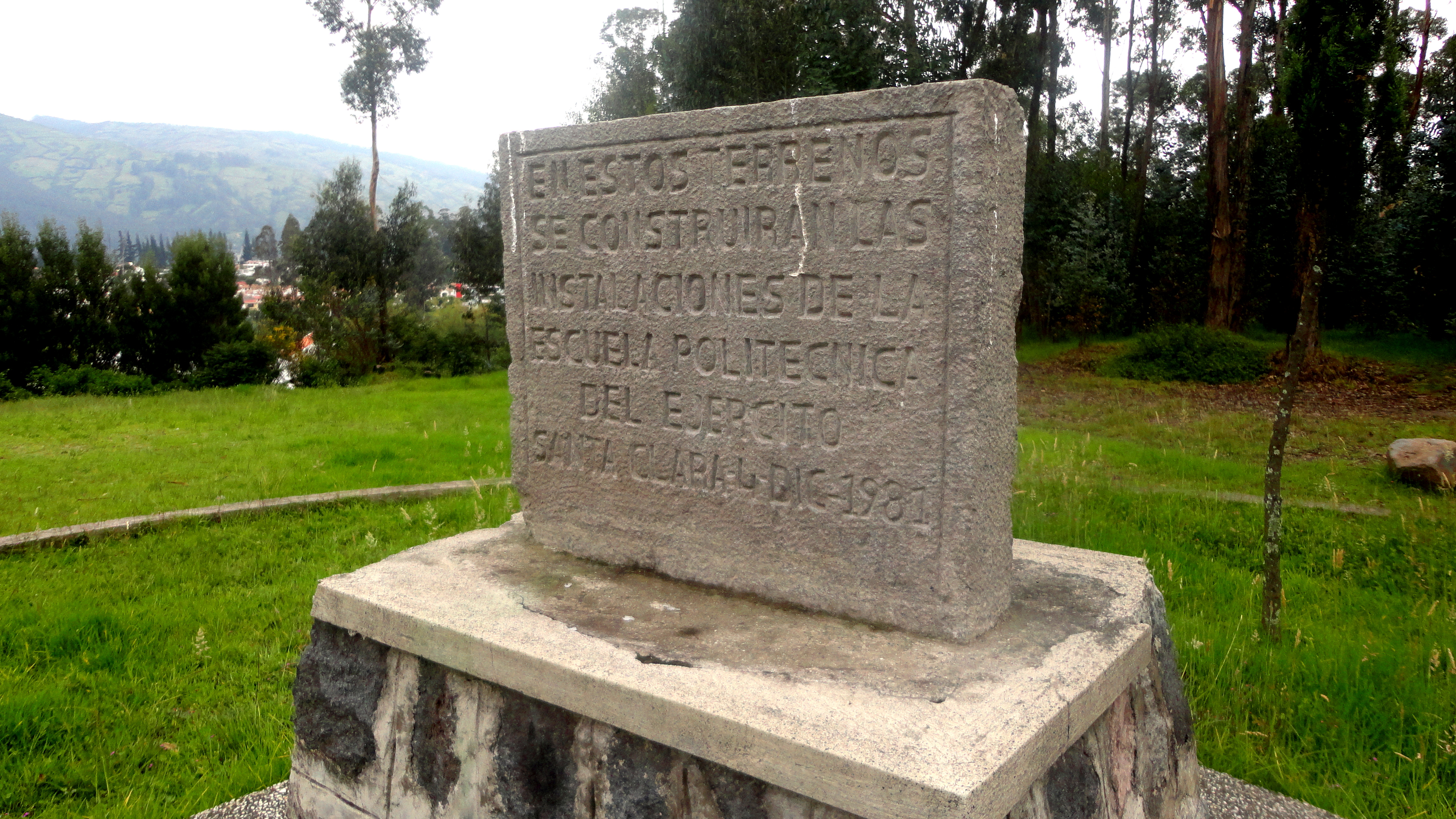
"En estos terrenos se construirán las instalaciones de la Escuela Politécnica del Ejército. Santa Clara 4-Dic-1981."

La Universidad de las Fuerzas Armadas - ESPE, tiene su origen el 16 de junio de 1922, cuando se creó la Escuela de Oficiales Ingenieros, orientada a la formación de oficiales del Ejército en las técnicas de la ingeniería militar, basadas en las doctrinas esenciales de la guerra. Posteriormente, en 1936, se transformaría en la Escuela de Artillería e Ingenieros, de la mano de la segunda misión militar italiana, la cual procede a la reestructuración de esta escuela de formación técnica, concretando la fusión de las armas de artillería e ingeniería, de acuerdo al modelo europeo de la época. Dada la trascendencia de la ingeniería a nivel global y en particular luego de la Segunda Guerra Mundial, cambió su denominación a Escuela Técnica de Ingenieros, que abrió sus puertas por primera vez a estudiantes civiles en 1972 a fin de compartir con ellos la excelencia y calidad de formación que impartían los profesores, que además de la cátedra eran prominentes profesionales en los ámbitos civil y militar. El 8 de diciembre de 1977 el Congreso Nacional resuelve aprobar el cambio de nombre a Escuela Politécnica del Ejército - ESPE. 
Cumpliendo con lo establecido en la Ley Orgánica de Educación Superior, el 26 de junio de 2013, el Consejo de Educación Superior del Ecuador aprobó los nuevos estatutos de la institución, mediante los cuales se aceptaba la fusión de los tres centros de educación superior de las Fuerzas Armadas (Escuela Politécnica del Ejército - ESPE, la Universidad Naval Rafael Morán Valverde - UNINAV y el Instituto Tecnológico Superior Aeronáutico - ITSA), en la que a partir de ese momento pasa a denominarse Universidad de las Fuerzas Armadas - ESPE.

## Organización

### Departamentos
La Universidad de las Fuerzas Armadas se encuentra dividida en departamentos los cuales brindan todo el apoyo científico y administrativo para el desarrollo de las diferentes carreras con las que cuenta la Universidad.
- Ciencias de la Computación
- Eléctrica, Electrónica y Telecomunicaciones
- Departamento de Lenguas
- Ciencias de la Vida y Agricultura
- Seguridad y Defensa
- Ciencias Exactas
- Ciencias de la Tierra y Construcción
- Ciencias Económicas, Administrativas y del Comercio
- Ciencias de la Energía y Mecánica
- Ciencias Humanas y Sociales
- Unidad de Educación a Distancia
- Ciencias Médicas

### Carreras
A su vez, dichos departamentos ofertan profesionales de calidad en las áreas de:
Ciencias de la Computación
- Ingeniería en Sistemas
- Ingeniería en Tecnologías de la Información y Comunicación (Modalidad; Presencial y Distancia)

Eléctrica, Electrónica y Telecomunicaciones
- Ingeniería en Electrónica y Telecomunicaciones
- Ingeniería en Electrónica, Automatización y Control
- Ingeniería Electrónica en Redes y Comunicación de Datos

Ciencias de la Vida
- Ingeniería en Ciencias Agropecuarias IASA
- Ingeniería en Biotecnología

Ciencias de la Tierra y Construcción
- Ingeniería Civil
- Ingeniería Geográfica y del Medio Ambiente

Ciencias de la Energía Mecánica
- Ingeniería Mecánica
- Ingeniería Mecánica Automotriz
- Ingeniería Mecatrónica

Ciencias Económicas, Administrativas y del Comercio
- Licenciatura Comercio Exterior (Modalidad; Presencial)
- Licenciatura en Mercadotecnia (Modalidad; Presencial)
- Licenciatura en Contabilidad y Auditoría (Modalidad; Presencial y Distancia)
- Licenciatura en Turismo (Modalidad; Presencial)
- Tecnología en Administración Microempresarial Modalidad a Distancia
- Tecnología en Administración Turística Modalidad a Distancia
- Tecnología en Secretariado Ejecutivo – Asistente de Gerencia Modalidad a Distancia

Ciencias Humanas y Sociales
- Licenciatura en Ciencias de la Educación, mención en Educación Infantil, Modalidad Presencial y a distancia
- Licenciatura en Ciencias de la Actividad Física, Deportes y Recreación, Modalidad Presencial
- Licenciatura en Administración Educativa
- Licenciatura en Educación Ambiental.

Departamento de Seguridad
- Licenciatura en Tecnología en Ciencias Militares
- Licenciatura en Ciencias Aeronáuticas Militares
- Licenciatura en Administración Aeronáutica Militar
- Ingeniería en Seguridad - Modalidad a Distancia

Departamento de Lenguas

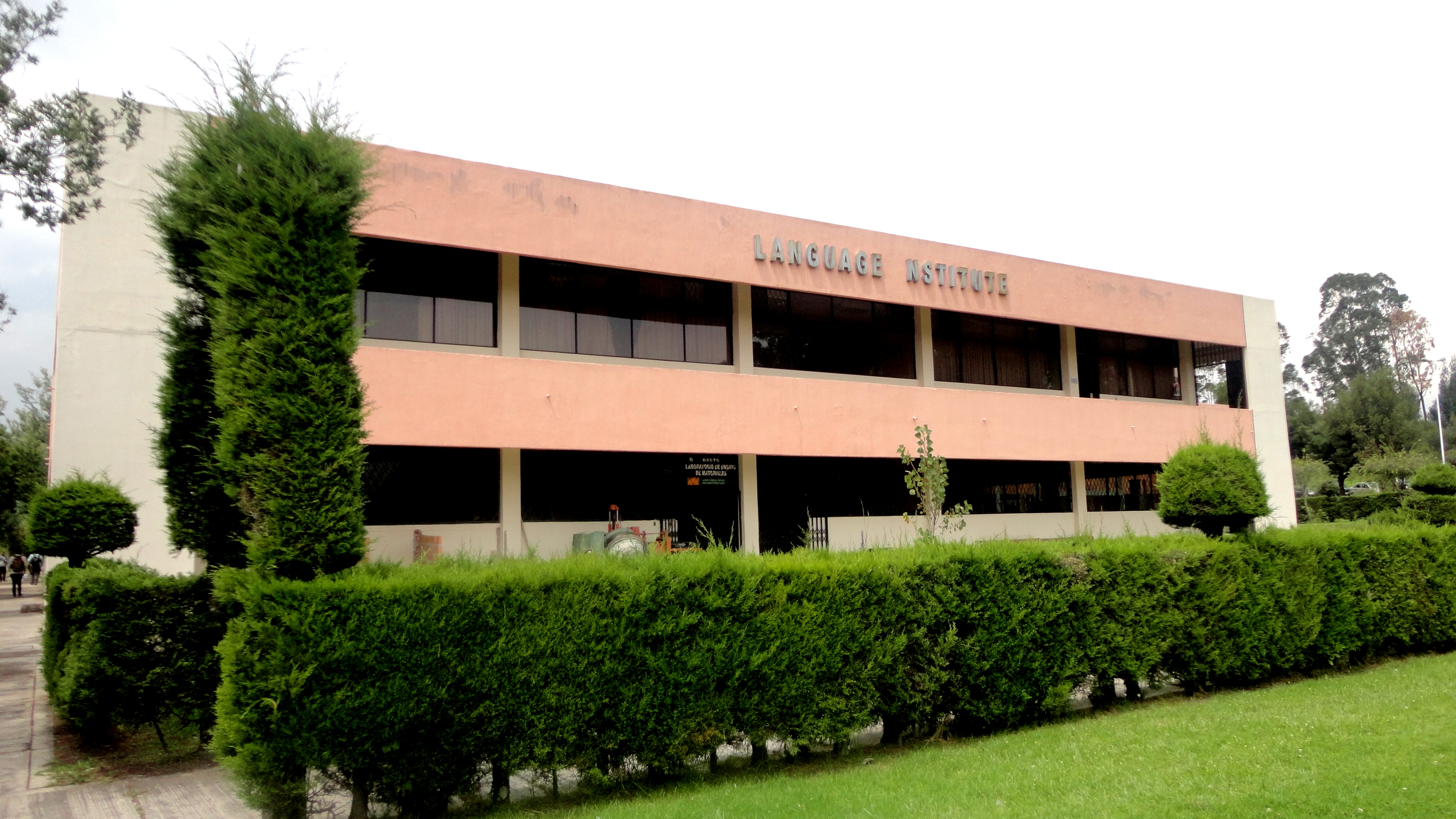
Instituto de Lenguas

- Licenciatura en Lingüística Aplicada al idioma Inglés (Modalidad a Distancia)

### Postgrados
Se ofrecen las siguientes Maestrías y Diplomados:
- Maestría en Electrónicas y Automotizacion (Campus; Latacunga)
- Maestría en Ingeniería de Software (Campus; Latacunga)
- Maestría en Ingeniería Civil (Campus; Sangolqui/matriz)
- Maestría en Electrónica (Campus; Sangolqui/matriz)
- Maestría en Nanotecnología (Campus; Sangolqui/matriz)
- Maestría en Biotecnología (Campus; Sangolqui/matriz)
- Maestría en Entrenamiento Deportivo (Campus; Sangolqui/matriz)
- Maestría en Estudios Estratégicos y Defensa (Campus; Sangolqui/matriz)
- Maestría en Entrenamiento Deportivo (Campus; Sangolqui/matriz)
- Maestría en Recreación y Tiempo Libre (Campus; Sangolqui/matriz)
- Maestría en Defensa y Seguridad (Campus; Sangolqui/matriz)
- Diplomado en Gestión Directiva
- Diplomado Superior en Gestión de Proyectos
- Diplomado en Gestión para el Aprendizaje
- Diplomado en Prospectiva Estratégica
- Diplomado en Metodología de la Investigación Científica

## Áreas de Investigación

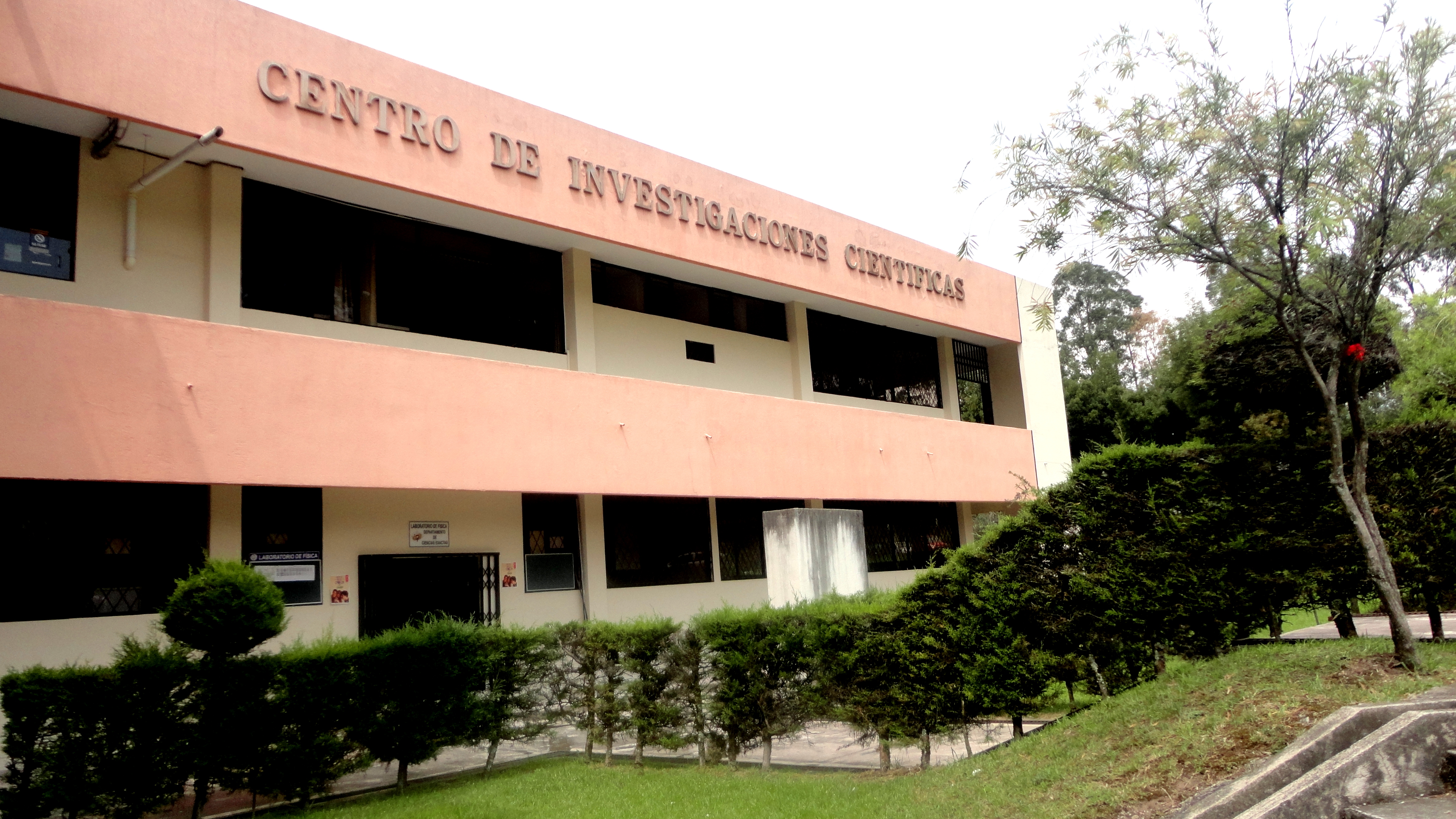
Centro de Investigaciones Científicas

- CICTE - Centro de Investigaciones Científicas y Tecnológicas del Ejército

Desarrolla proyectos científicos y tecnológicos en el ámbito civil y militar.
- CIDE - Centro de Innovación y Desarrollo Empresarial

Desarrolla la capacidad de emprendimiento y creatividad de los nuevos profesionales, enfocada a la creación de empresas y generación de autoempleo.
- REDES DE INVESTIGACIÓN

Red de Cuencas Hidrográficas, Red de Biotecnología, Red de Seguridad Alimentaria, Red de Tecnologías de la Información y Comunicaciones, Red de Nanotecnología, Red de Conservación de Especies, Red de Aislamiento sísmico.
- IASA II - Desarrollo de la Sericultura

Incursiona en la producción de capullos de seda como una actividad complementaria a las labores agrícolas. Ubicada en Santo Domingo de los Tsachilas.
- CEINCI - Centro de Investigación Científica

Centro de Investigación multidisciplinario.
- CESPE - Centro de Estudios y Pensamiento Estratégico

Genera conocimiento y pensamiento estratégico por medio de la investigación, reflexión y estudios que contribuyan a la toma de decisiones y solución de problemas en el ámbito político-estratégico de la Seguridad y Defensa.
- PUBLICACIONES

Existen seis revistas técnicas y científicas propias de la Universidad, publicaciones de artículos técnicos en revistas científicas extranjeras y publicaciones didácticas como libros y monografías.
- UGI - Unidad de Gestión de la Investigación

Responsable de la gestión del portafolio de proyectos de investigación, extensión y cursos de postgrados.
- UGE - Unidad de Gestión de Extensión

Responsable de diferentes proyectos en los distintos campos del conocimiento.
- UTIC- Unidad de Tecnologías de Información y Comunicaciones

Responsable de dar soporte en las TI.

## Servicios

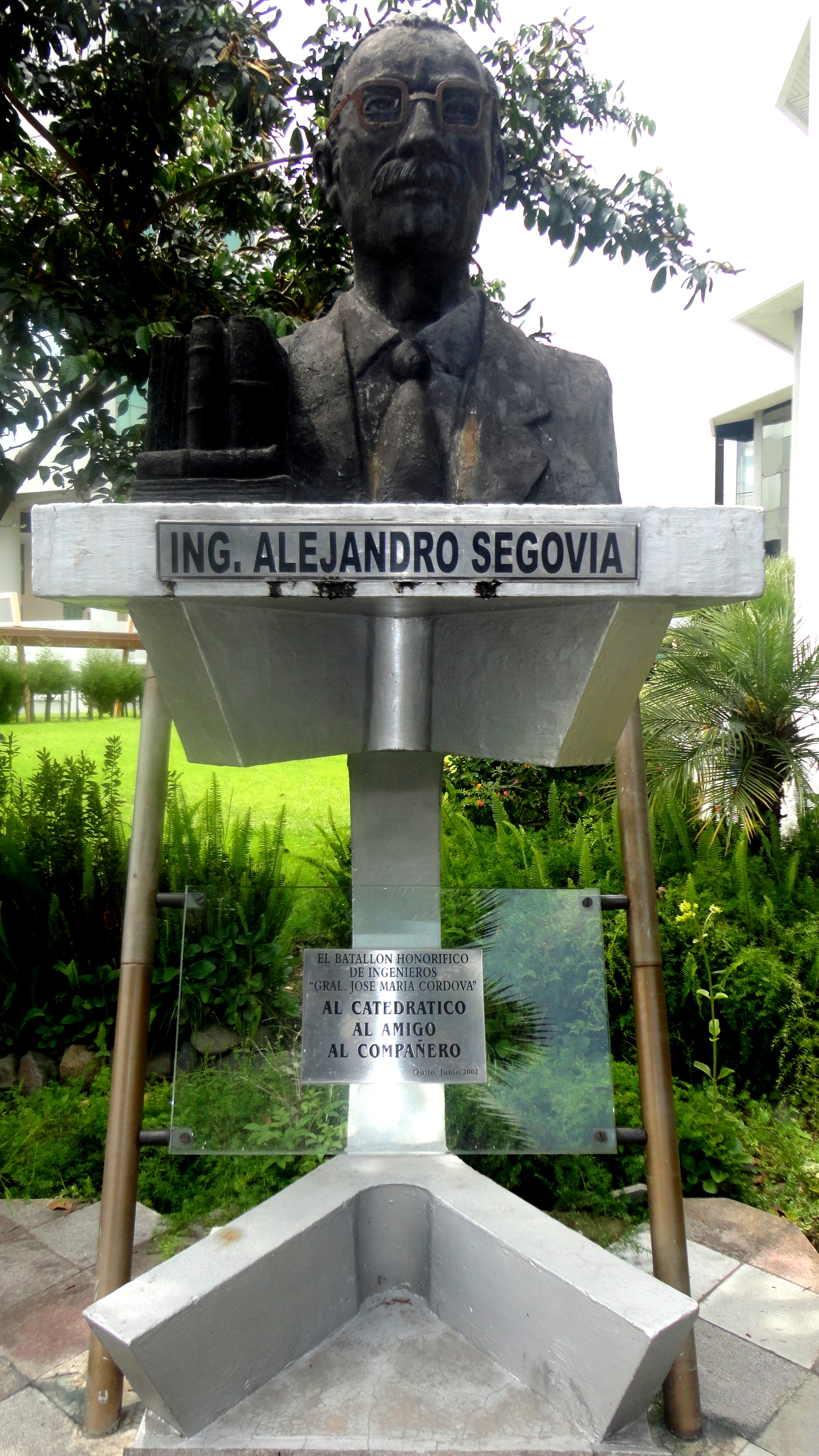
Monumento a Alejandro Segovia, fundador de biblioteca.

Servicios que la ESPE pone a disposición de todos los estudiantes:
- Biblioteca Alejandro Segovia

La biblioteca Alejandro Segovia se inauguró el 15 de junio de 2001. Es un centro de acceso a la información basado en los estándares de servicio y tecnología a nivel mundial, a la vez que un motor del desarrollo académico, investigativo y de extensión de la ESPE y del país.
La biblioteca Alejandro Segovia dinamiza los procesos académicos, permitiendo cerrar la brecha de conocimientos y de acceso a la tecnología entre los países desarrollados y en vías de desarrollo.
- Departamento Médico (Solo para empleados)
- Trabajo Social
- Residencia Estudiantil
- Secretaria General
- Farmacia (Solo para empleados)

## Himno[8]

### Coro
Bajo el sacro pendón de la Patria,
Alma Máter escribes la historia;
y es eterna tu egregia memoria
de progreso, trabajo y honor.
Las trompetas anuncian tu nombre
en sonoros compases de plata;
y tu nombre se vuelve sonata

en los campos de mirto y laurel.

### Estrofas

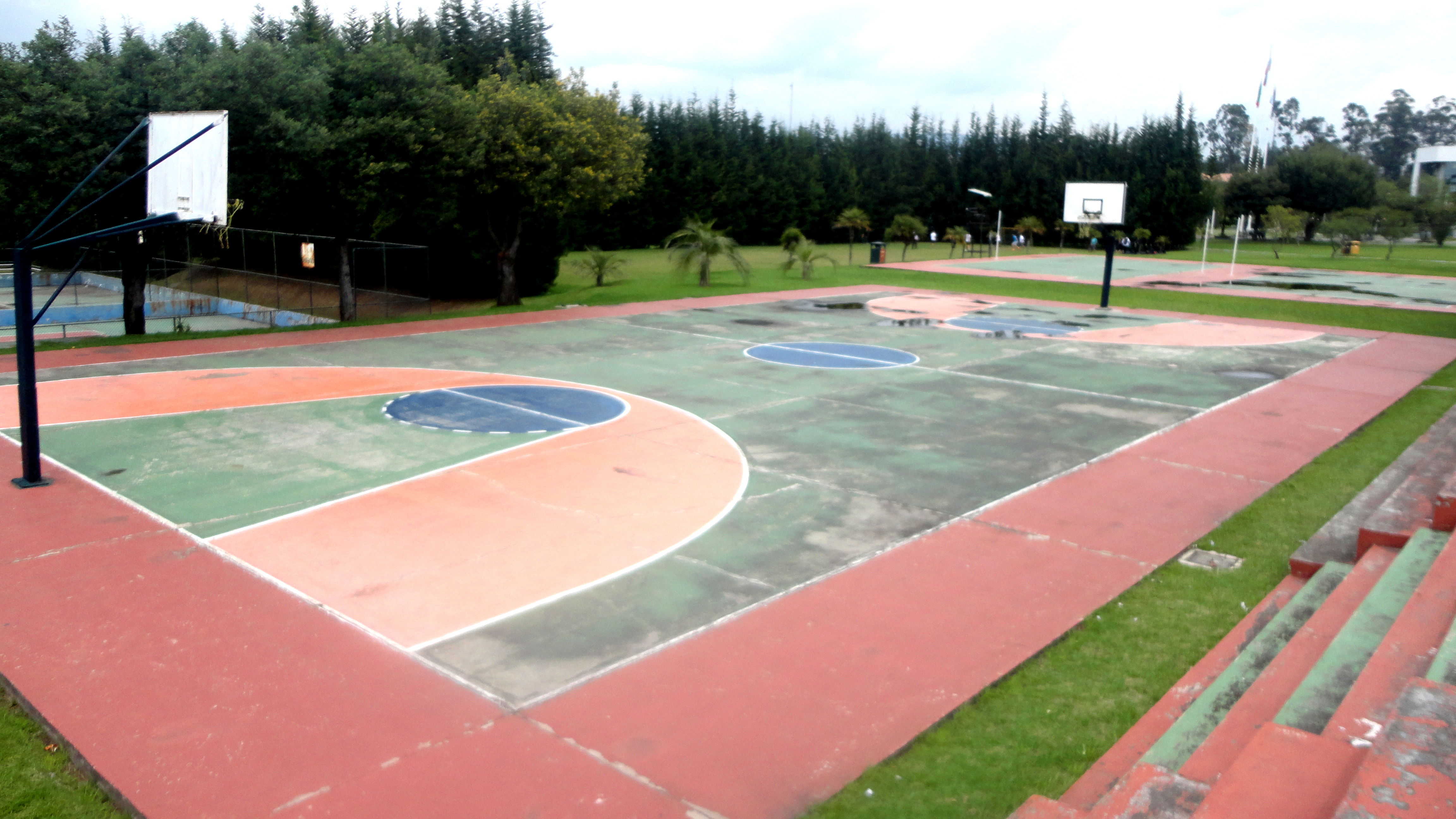
Canchas deportivas y de recreación

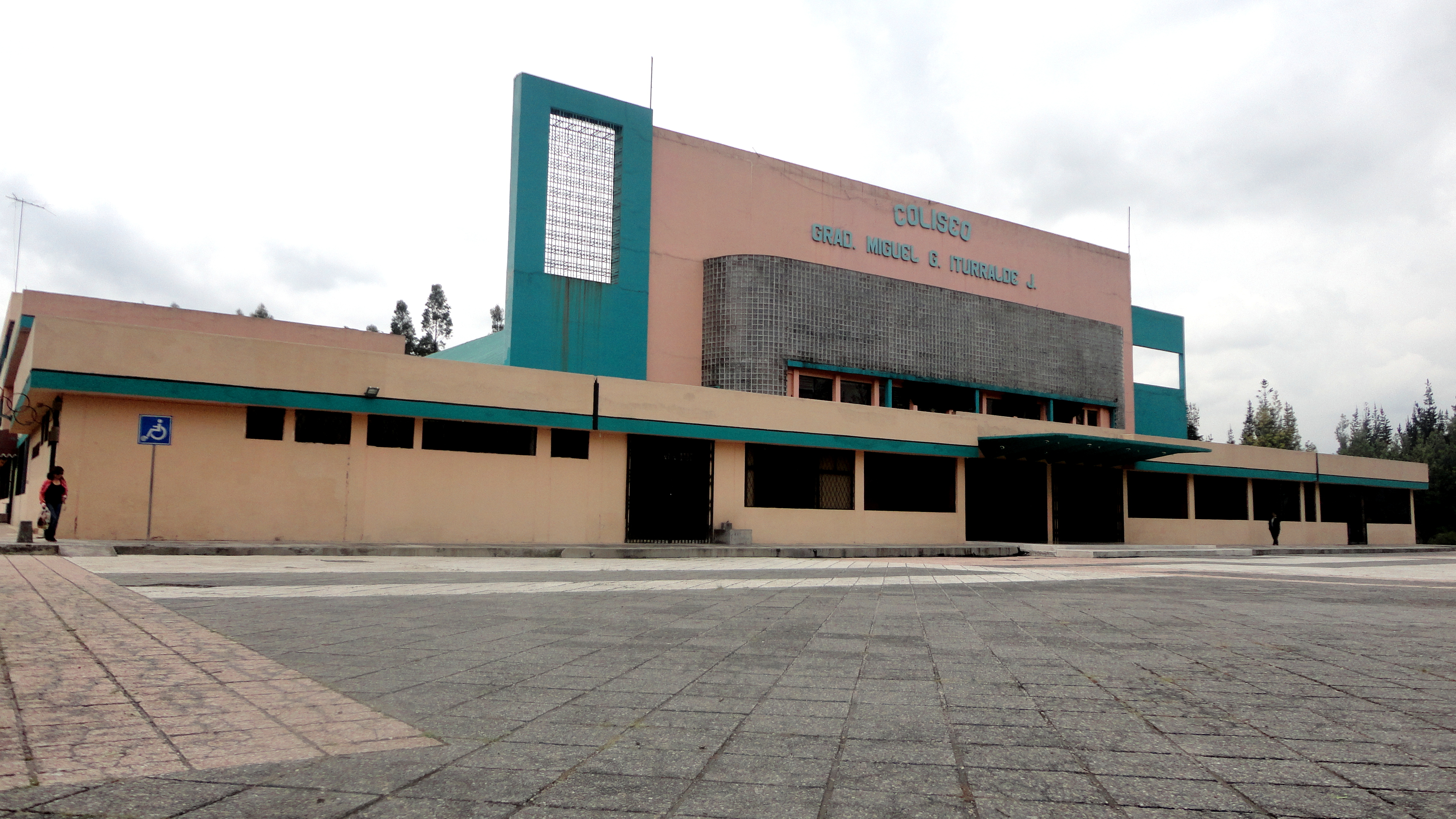
Coliseo Grad. Miguel G. Iturralde Jaramillo

Templo vivo de un sueño de gloria,
esperanza de un pueblo en granito,
juramento de amor infinito
a la Patria, la ciencia y al bien.
Forjadora del arte y la ciencia,
de las Fuerzas Armadas seguro,
tú serás más allá del futuro,

el baluarte del nuevo Ecuador.